# Evangelische Kirche (Ober-Klingen)

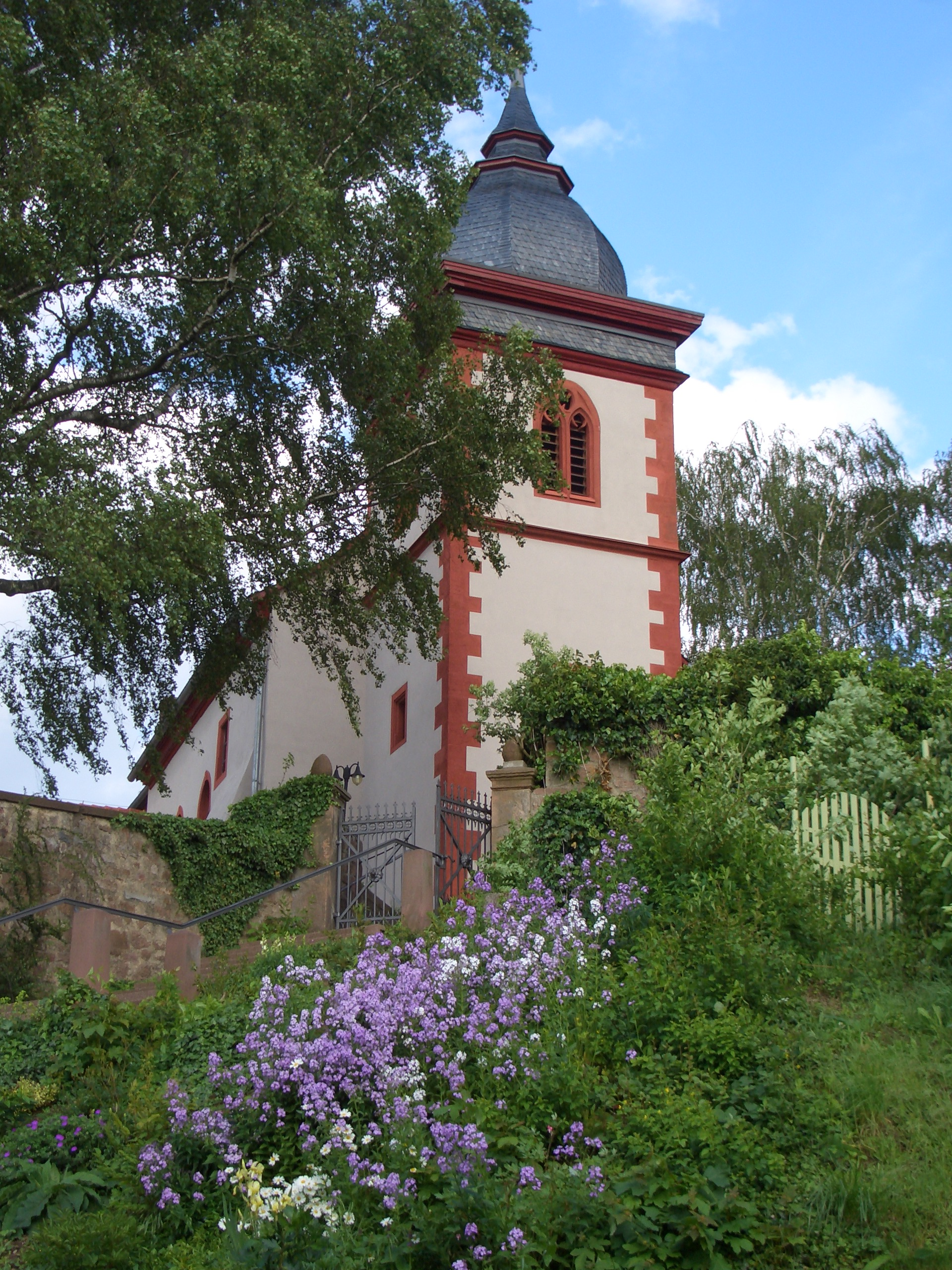
Evangelische Kirche in Ober-Klingen

Die Evangelische Kirche Ober-Klingen ist ein denkmalgeschütztes Kirchengebäude in Ober-Klingen, einem Ortsteil der Gemeinde Otzberg im Landkreis Darmstadt-Dieburg in Hessen. Die Kirche gehört zur Gesamtkirchengemeinde Klingen im Dekanat Vorderer Odenwald in der Propstei Starkenburg der Evangelischen Kirche in Hessen und Nassau.

## Beschreibung
Im Jahre 1303 stand an dieser Stelle eine Kapelle. Sie wurde 1606 zur Saalkirche mit einem eingezogenen Chor im Osten erweitert. Dem Kirchturm im Westen wurde die gebauchte Haube mit Laterne 1756 aufgesetzt. Im obersten Geschoss des Kirchturms befindet sich hinter den als Biforien gestalteten Klangarkaden der Glockenstuhl, in dem drei Kirchenglocken hängen, die sowohl den Ersten als auch den Zweiten Weltkrieg überlebt haben.
Im Chor sind verblasste Reste von Wandmalereien aus dem 14. Jahrhundert vorhanden. Die von Heinrich Bechstein gebaute Orgel wurde 1895 aufgestellt.